# 井上政吉
井上 政吉（いのうえ まさきち、1886年（明治19年）1月18日 - 1975年（昭和50年）4月7日）は、日本陸軍の軍人。最終階級は陸軍中将。

## 経歴
京都府出身。1905年（明治38年）11月、陸軍士官学校（第18期）を卒業。翌年6月、陸軍歩兵少尉に任官。
1933年（昭和8年）8月、歩兵大佐に昇進し津連隊区司令官に就任した。1935年（昭和10年）3月、歩兵第6連隊長に移り、1936年（昭和11年）3月、近衛歩兵第3連隊長となった。
日中戦争の開始と共に、1937年（昭和12年）3月、第5師団司令部付となったが、同年4月、仙台陸軍幼年学校長に就任。同年8月、陸軍少将に進級。1938年（昭和13年）12月、歩兵第36旅団長となり中国に出征した。1939年（昭和14年）10月、陸軍中将に進み関東軍付となり満州に移った。ノモンハン事件後の1939年11月6日に、小松原道太郎中将の後任として第23師団長に親補され、師団の再建に尽力した。1941年（昭和16年）3月、参謀本部付となり、翌月に待命、予備役編入となった。
1945年（昭和20年）4月に召集され、最後の陸軍戸山学校長として終戦まで在任した。1947年（昭和22年）11月28日、公職追放仮指定を受けた。
1975年に死去し、墓所は東京都府中市の多磨霊園に所在。

## 栄典
- 1940年（昭和15年）8月15日 - 紀元二千六百年祝典記念章[6]